# 永康公主
永康公主（1478年—1547年），明朝公主，明憲宗次女。母郭惠妃。

## 生平
弘治六年五月，公主下嫁代州人、国子监监生崔儒之子崔元。生有两男两女。
嘉靖十六年十月，明世宗曾按照两位公主的要求，命提前為公主造墳。嘉靖二十六年，（1547年），永康公主去世，壽七十歲。

## 配偶
明世宗从湖北前来北京即皇帝位的时候，崔元因迎立之功封京山侯。当时礼部表示，这类封赏是臣子的关系，应当剥夺其爵位，且古来无惯例。明世宗表示，“在永樂年初，明成祖当时亦封赏当时驸马王宁为侯，怎么说没有惯例呢？”后給事中底蘊、御史高越上奏表示不可，后皇帝不听。崔元喜好与名士结交，广传盛名，其受皇帝宠信甚，后嘉靖二十八年去世，謚榮恭。后自此，驸马不以军功为条件亦可封侯。